# 稲城あさね
稲城 あさね（いなぎ あさね、11月24日 - ）は、日本の漫画家、同人作家。女性。埼玉県出身・在住。
一迅社発行の月刊4コマ漫画誌『まんが4コマKINGSぱれっと』にて『四季おりおりっ!』を読み切り・隔月連載を経て、連載していた。

## 人物
- 家族と共に住んでおり、兄がいる。
- 血液型はB型。
- 原稿は『ネーム → 下書き → ペン → 背景』までをアナログで、『仕上げのトーン → 送信』をデジタルで行う。
- Macユーザーで、ソフトは『Painter』『Photoshop』『SAI』を使用[2]。
- 『ぱれっと』のプレゼント用色紙ではコピックを使用している。
- 『サクラ大戦』の熱狂的ファンであり、ブログで頻繁に話題やイラストが掲載されていた。同人誌も多数作成している。また、最近は『東方Project』のイラストや同人誌も手がけている。
- 動物好きであり、自宅で犬[3]・ミドリガメ[4]・メダカ[5]・猫[6]を飼っている事がブログで語られていた。
- 漫画家・同人活動の他、アシスタントも経験している。
- 家の中ではメガネを着用し、外出の際はコンタクトを使用する。

## 作品一覧
2017年2月時点

### 連載が終了した作品
- 四季おりおりっ!（まんが4コマぱれっと - 一迅社）
- ボウリングッド!!（まんが4コマぱれっと - 一迅社）